# Association Sportive de Monaco Football Club 1976-1977
La pagina raccoglie i dati riguardanti il Monaco nelle competizioni ufficiali della stagione 1976-1977.

## Stagione
Appena retrocessa dalla massima serie, la squadra fu affidata a Lucien Leduc, artefice dei successi della squadra nei primi anni sessanta. I monegaschi risalirono prontamente in massima serie ottenendo il primo posto nel girone A della Division 2, anche se non riuscirono a vincere il titolo di campioni essendo stati battuti nello spareggio dallo Strasburgo. In Coppa di Francia il Monaco fu invece eliminato agli ottavi di finale, sconfitto nel doppio confronto dallo Stade de Reims.

## Maglie e sponsor
Vengono confermati gli sponsor tecnici (Le Coq Sportif per il campionato, Adidas per la Coppa di Francia) e quelli ufficiali (Radio Monte-Carlo per il campionato, RTL per la Coppa di Francia) introdotti nel 1975.
| Campionato (casa) | Campionato (trasferta) | Coppa di Francia |

## Organigramma societario
Area direttiva:
- Presidente:  Jean-Louis Campora

Area tecnica:
- Allenatore:  Lucien Leduc

## Rosa
| N. |                     | Ruolo | Calciatore        |
| -- | ------------------- | ----- | ----------------- |
|    | Francia (bandiera)  | P     | Yves Chauveau     |
|    | Francia (bandiera)  | D     | Albert Vannucci   |
|    | Monaco (bandiera)   | D     | Serge Perruchini  |
|    | Francia (bandiera)  | D     | Gérard Burkle     |
|    | Francia (bandiera)  | D     | Alain Léonard     |
|    | Francia (bandiera)  | D     | Marc Culetto      |
|    | Monaco (bandiera)   | D     | André Barral      |
|    | Francia (bandiera)  | D     | Michel Feuillerat |
|    | Paraguay (bandiera) | D     | Heriberto Correa  |
|    | Francia (bandiera)  | D     | Jean-Claude Fages |
|    | Francia (bandiera)  | C     | Georges Prost     |

| N. |                    | Ruolo | Calciatore         |
| -- | ------------------ | ----- | ------------------ |
|    | Francia (bandiera) | C     | Jean Petit         |
|    | Francia (bandiera) | C     | Jean-Noël Luccioni |
|    | Francia (bandiera) | C     | Jean-Luc Maranelli |
|    | Francia (bandiera) | C     | Bernard Gugnedoux  |
|    | Francia (bandiera) | A     | André Tuybens      |
|    | Francia (bandiera) | A     | Michel Rouquette   |
|    | Francia (bandiera) | A     | Pierre Pleimelding |
|    | Italia (bandiera)  | A     | Delio Onnis        |
|    | Francia (bandiera) | A     | Christian Dalger   |
|    | Francia (bandiera) | A     | Didier Christophe  |
|    | Francia (bandiera) | A     | Vincent Boizet     |

## Statistiche

### Statistiche di squadra
| Competizione     | Punti | Totale | Totale | Totale | Totale | Totale | Totale | DR  |
| Competizione     | Punti | G      | V      | N      | P      | Gf     | Gs     | DR  |
| ---------------- | ----- | ------ | ------ | ------ | ------ | ------ | ------ | --- |
| Division 2       | 48    | 34     | 19     | 10     | 5      | 64     | 35     | +29 |
| Coppa di Francia | -     | 5      | 3      | 0      | 2      | 12     | 3      | +9  |
| Totale           |       | 39     | 22     | 10     | 7      | 76     | 38     | +38 |